# Musikpreis des Landes Sachsen-Anhalt
Der Musikpreis des Landes Sachsen-Anhalt wird seit 2015 durch das Kultusministerium des Landes Sachsen-Anhalt vergeben, ab 2016 im zweijährlichen Rhythmus. Der Preis, der mit 10.000 Euro dotiert ist, richtet sich an Künstler aus den Bereichen Musikschaffen und Interpretation, die ein anerkanntes Lebenswerk nachweisen können oder durch ihre bisherige Arbeit eine Weiterentwicklung zu hohen künstlerischen Leistungen erwarten lassen und so einen wichtigen Beitrag zur Entwicklung der Musik in Sachsen-Anhalt leisten.
Mit der Schaffung dieses Preises folgte das Land einer Empfehlung des Kulturkonvents. Vorschläge für mögliche Preisträger können von Musikvereinen und Musikinstitutionen des Landes Sachsen-Anhalt, aber auch von  Bürgern eingereicht werden. Vorgeschlagen werden können einzelne Künstler  oder auch Musikensembles, die in besonderer Weise mit dem Land Sachsen-Anhalt verbunden sind.

## Preisträger
- 2015: Friedrich Krell, Wernigerode
- 2016: Anhaltische Philharmonie Dessau
- 2018: Zsolt-Tihamér Visontay[1]
- 2020: Ragna Schirmer, Halle (Saale)[2]
- 2022: Jakob Ullmann[3]